# Carmustine
La carmustine est un médicament utilisé principalement en chimiothérapie. C'est une moutarde azotée β-chloro-nitrosourée utilisée comme agent alkylant antinéoplasique.

## Mécanisme d'action
La carmustine agit par réticulation de l'ADN, ce qui empêche la transcription et la réplication de l'ADN.

## Usage
La carmustine est prescrite pour traiter différentes tumeurs cérébrales, notamment les gliomes, les glioblastomes, les médulloblastomes, les astrocytomes, les myélomes multiples, les lymphomes (Hodgkiniens et non-Hodgkiniens).
Elle est également utilisée dans le protocole de préparation pour la transplantation de moelle osseuse, afin de réduire le nombre de leucocytes chez le receveur, généralement avec de la fludarabine et du melphalan.

## Implants
Dans le traitement des tumeurs cérébrales, la Food and Drug Administration (FDA) américaine a approuvé des disques biodégradables perfusés avec de la carmustine (Gliadel). Ils sont implantés sous le crâne au cours d'une craniotomie. Le disque permet la libération contrôlée de la carmustine dans le liquide cérébro-spinal, éliminant ainsi la nécessité pour le médicament encapsulé de traverser la barrière hémato-encéphalique.